# Deal Island (Maryland)
Deal Island est une census-designated place (CDP) dans le comté de Somerset dans le Maryland, aux États-Unis. La population était de 578 habitants lors du recensement de 2000. La petite ville a été inscrite au registre national des lieux historiques en tant que Deal Island Historic District (en) en 2006.

## Historique
Deal Island était historiquement connue sous les noms de Deal's, Deil's et Devil's Island. Une source attribue également ces surnoms à l'utilisation de la zone par les pirates.
L'île est également célèbre pour Joshua Thomas, qui a prédit la défaite britannique lors de la Guerre anglo-américaine de 1812. Thomas est enterré à côté de la chapelle Joshua Thomas.
Le quartier historique de Deal Island, le skipjack Sea Gull  et St. John's Methodist Episcopal Church and Joshua Thomas Chapel (en)  (l'église épiscopale méthodiste St. John's et la chapelle Joshua Thomas) sont inscrits au registre national des lieux historiques.
Depuis 1959, Deal Island accueille une course annuelle de skipjacks le week-end du Labor Day. Ces navires ont été largement exploités entre les années 1880 et les années 1960. Deal Island était autrefois le port d'attache d'une grande flotte de bateaux ostréicoles à voile et abrite quelques bateaux exploitées commercialement pour l'huître dans la baie de Chesapeake

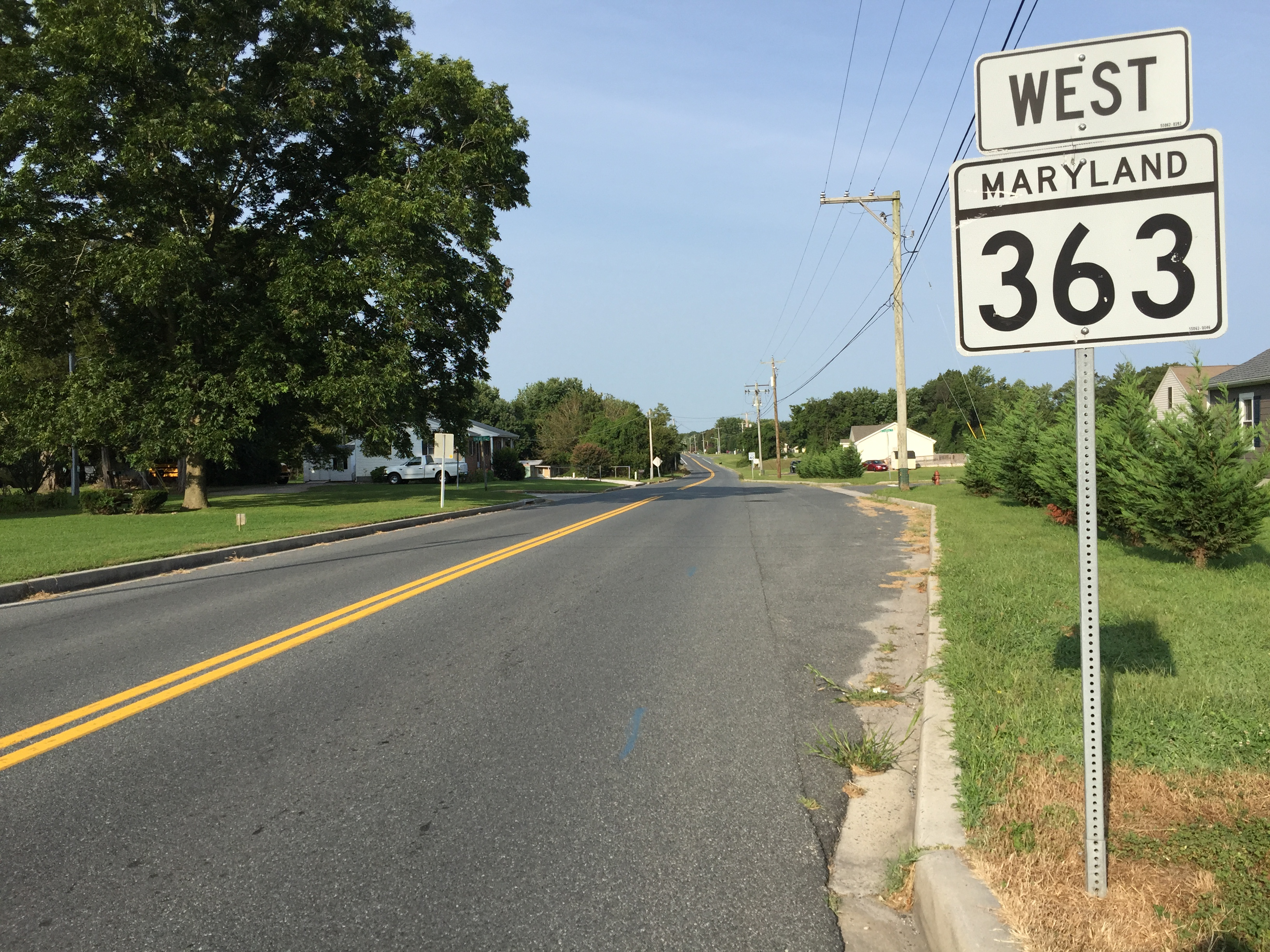
Route 363

La route principale de Deal Island est la Maryland Route 363 (en); toute sa longueur connue sous le nom de Deal Island Road. La route 363 traverse toute l'île.